# Гродзинський Дмитро Михайлович
Дмитро́ Миха́йлович Гродзи́нський (5 серпня 1929, Біла Церква — 10 серпня 2016, Київ) — український науковець-радіобіолог, фізіолог рослин, біофізик. Академік Національної академії наук України, професор, доктор біологічних наук.
Академік-секретар Відділення загальної біології НАН України. Голова Національної комісії з радіологічного захисту при Парламенті України. Завідував відділом біофізики й радіобіології Інституту клітинної біології й генетичної інженерії НАН України. Заслужений діяч науки і техніки України, Лауреат Державної премії України в галузі науки і техніки. Двічі удостоювався звання «Соросівський професор».

## Життєпис
Народився 5 серпня 1929 року в місті Біла Церква Київської області, в Україні. Мав дві вищі освіти — закінчив Білоцерківський сільськогосподарський інститут і механіко-математичний факультет Московського державного університету ім. Ломоносова. Кандидатську й докторську дисертації захистив у Вченій Раді при Відділенні біології Академії наук України.
Основне коло наукових інтересів — радіобіологія й радіоекологія, репараційні процеси в опроміненій клітині, механізми протипроменевого захисту, механізми дії малих доз іонізуючих випромінювань, віддалені ефекти опромінення. Розробив теорію надійності біологічних систем.
З перших днів після катастрофи на Чорнобильській АЕС здійснював дослідження з вивчення радіобіологічних і радіоекологічних наслідків Чорнобильської катастрофи. Впродовж 1991—2009 років, починаючи з моменту утворення, незмінно очолював Національну комісію з радіаційного захисту населення України Верховної Ради України.

Могила Дмитра та Михайла Гродзинських, Байкове кладовище

Помер через п'ять днів після 87-го дня народження, 10 серпня 2016 року. Похований на Байковому кладовищі разом із сином (ділянка № 33, 50°25′8.41″ пн. ш. 30°30′11.21″ сх. д. / 50.4190028° пн. ш. 30.5031139° сх. д.).

### Родина
Син науковця-ботаніка Михайла Гродзинського. Молодший брат академіка НАНУ, біолога Андрія Гродзинського. Батько члена-кореспондента Національної академії наук України Михайла Гродзинського.

### Освіта, наукові ступені та звання
| травень 1990 р.  | обраний академіком АН УРСР зі спеціальності «радіобіологія»                                    |
| березень 1974 р. | обраний членом-кореспондентом АН УРСР зі спеціальності «фізіологія рослин»                     |
| липень 1965 р.   | присвоєно звання професора                                                                     |
| грудень 1964 р.  | захистив докторську дисертацію на Вченій раді Відділення біології АН УРСР                      |
| грудень 1955 р.  | закінчив аспірантуру при Інституті фізіології рослин АН УРСР. Захистив кандидатську дисертацію |
| квітень 1952 р.  | закінчив агрономічний факультет Білоцерківського сільськогосподарського інституту              |
| травень 1947 р.  | закінчив середню школу                                                                         |

### Трудова діяльність
| 2009‑2016 |  | радник Президії НАН України |
| 1998‑2009 |  | академік-секретар Відділення загальної біології Національної Академії Наук України                                                   |
| 1991‑1996 |  | завідувач кафедрою радіобіології біологічного факультету Київського університету ім. Тараса Шевченка                                 |
| 1985‑2016 |  | завідувач відділом біофізики та радіобіології Інституту клітинної біології і генетичної інженерії Національної Академії Наук України |
| 1974‑1985 |  | директор Інституту фізіології рослин АН УРСР                                                                                         |
| 1963‑1974 |  | завідувач відділом біофізики та радіобіології Інституту фізіології рослин АН УРСР                                                    |
| 1962‑1963 |  | експерт ФАО ООН в Югославії |
| 1957‑1962 |  | старший науковий співробітник Інституту фізіології рослин АН УРСР                                                                    |
| 1955‑1957 |  | молодший науковий співробітник Інституту фізіології рослин АН УРСР                                                                   |
| 1952‑1955 |  | аспірант Інституту фізіології рослин і агрохімії АН УРСР                                                                             |

### Викладання в університетах
| 1993 до 2016 | — | Університет «Києво-Могилянська Академія»  |
| 1965 до 2016 | — | Міжнародний Соломонів Університет         |
| 1962-1963    | — | Університет в Нові Сад, Югославія         |
| 1954 до 2016 | — | Київський університет ім. Тараса Шевченка |

## Погляди
«Причини занепаду радіобіології, як і інших розділів науки, засвідчують, що в очах тих, хто приймає рішення, пріоритет наукової діяльності зайняв чи не найостанніше місце у шкалі цінностей для держави. Це й призвело до таких негативних явищ, як відтік здібних молодих науковців у розвинені країни, фактично повне припинення розробок у галузі не лише фундаментальних, а й прикладних наук, поступове зниження рівня освіти.
Наша країна готує кадри науковців для інших, багатих країн. Практично гинуть наукові школи України, які мали всесвітнє визнання. І саме в цей час у науці здійснюються вкрай важливі відкриття, які докорінно змінюють технології й переводять людство з ери індустріальної до ери високих технологій, нових небачених можливостей у медицині, сільському господарстві, енергетиці та інформаційних технологіях. Хотілось би сподіватись, що ставлення до науки кардинально зміниться, бо якщо ми її остаточно втратимо, це буде катастрофа. Значно більш трагічніша, ніж Чорнобильська», — цитату взято з книжки Ігоря Шарова Вчені України: 100 видатних імен [Архівовано 14 січня 2017 у Wayback Machine.].

## Вшанування пам'яті
У грудні 2009 року одній із вулиць Білої Церкви, малій батьківщині братів Дмитра та Андрія Гродзинських, неподалік будинку, в якому свого часу мешкала їх родина, присвоєно ім'я академіків Гродзинських.

## Публікації
Близько 750 наукових статей (серед яких близько 30 монографій і підручників) та авторських свідоцтв.

### Найважливіші монографії
- рос. Методика применения радиоактивных изотопов в биологии. — Киев: Изд-ство УАСХН, 1962. −171 с.
- Природна радіоактивність рослин і ґрунтів. — Київ: Наукова думка, 1965. −216 с.
- Біофізика рослин
  - Видання російською мовою -Київ: Наукова думка, 1972.-256 с.
  - Видання англійською мовою: Jerusalem: Keter Publishing House, 1976. −236 p.
  - Видання польською мовою: Варшава: Panstwowe Wydawnictwo Rolnicze і Lesne, 1978. −406 s.
- рос. Надежность растительных систем. — Киев: Наукова думка, 1983. −367 с.
- рос. Радиобиология растений. — Киев: Наукова думка, 1989. −380 с.
- Підручник — Биофизика. — Киев: Вища школа, 1988. −504 с. (у співавторстві)
- Словник української біологічної термінології / відпов. редактори: Д. М. Гродзинський, Л. О. Симоненко. — Київ : КММ, 2012. — 744 с. — ISBN 978-966-1673-12-9.